# Midnight (альбом Дайан Шуур)
Midnight — студийный альбом американской певицы и пианистки Дайан Шуур, выпущенный в 2003 году на лейбе Concord Records. На этом сете Шуур исполняет песни, написанные певцом Барри Манилоу. Он также продюсер проекта.

## Отзывы критиков
| Оценки критиков                   | Оценки критиков |
| Источник                          | Оценка          |
| --------------------------------- | --------------- |
| AllMusic                          | [ 1 ]           |
| The Encyclopedia of Popular Music | [ 2 ]           |
| Entertainment Weekly              | [ 3 ]           |

Рецензент All About Jazz К. Майкл Бейли отметил, что Манилоу и Шуур создали запись, которая находится где-то между биг-бэндом, популярным в 40-х годах, и современным звучанием. Он добавил, что все аранжировки в альбоме были хорошо сыграны, а мисс Шуур, по его словам, пребывала в хорошем настроении. Особенностью этой записи, по мнению рецензента, стало мастерство, продемонстрированное всеми участниками. Скотт Яноу из AllMusic назвал альбом удивительным успехом Шуур и заметил, что на первый взгляд может показаться, что у проекта нет большого потенциала, особенно если вспомнить о поп-записях Манилоу, однако, за исключением очаровательного вокального дуэта на заключительном «Anytime», Манилоу здесь практически нет, и акцент делается на прекрасном голосе Шуур. Обозреватель журнала Billboard заявил: «Альбом очень хорошо спродюсирован, а инструментальные аранжировки довольно уютны, но это ещё один альбом, где Шуур выступает не как джазовый вокалист. Для артистки с джазовыми претензиями в словаре Шуур всегда было слишком много попсы, а мелодии Манилоу и Аркина звучат скорее как бродвейский саундтрек, чем как сборник настоящих джазовых песен». В журнале Entertainment Weekly отметили, что все треки звучат как в музыкальном театре — вокалистка Дайан Шуур постоянно находится в центре внимания, хотя сопровождение и аранжировки требуют от неё большей сдержанности, чем обычно.

## Список композиций
1. «Meet Me, Midnight» (Барри Манилоу, Брюс Сассмэн) — 2:58
2. «When October Goes» (Барри Манилоу, Джонни Мерсер) — 4:49
3. «Stay Away from Bill» (Барри Манилоу, Эдди Аркин, Брюс Сассмэн) — 3:49
4. «I’ll Be There» (Барри Манилоу, Эдди Аркин, Марти Панзер) — 4:19
5. «Consider the Point from Both Ends» (Барри Манилоу, Эдриенн Андерсон, Эдди Аркин) — 4:12
6. «What Is Love?» (Барри Манилоу, Эдди Аркин) — 3:31
7. «He Loved Me» (Барри Манилоу, Эдди Аркин, Марти Панзер) — 4:06
8. «Southwind» (Барри Манилоу, Джонни Мерсер) — 2:39
9. «Our Love Will Always Be There» (Барри Манилоу, Эдриенн Андерсон, Эдди Аркин) — 3:32
10. «No Heartache Tonight» (Барри Манилоу, Эдди Аркин) — 3:32
11. «Good-Bye My Love» (Барри Манилоу, Эдриенн Андерсон) — 3:58
12. «Life Is Good» (Барри Манилоу, Марти Панзер) — 4:02
13. «Anytime» (Барри Манилоу) — 3:01

## Чарты
| Чарт (2003)                                  | Высшая позиция |
| -------------------------------------------- | -------------- |
| США (Billboard Top Contemporary Jazz Albums) | 19             |